# Mauritánie na Letních olympijských hrách 2012
Mauritánii reprezentovali na Letních olympijských hrách 2012 dva sportovci v lehké atletice. Jidou El-Moctar se zúčastnil běhu na 200 metrů a Aicha Fallová běhu na 800 metrů. Oba nepostoupili z rozběhů. Celkově to byla osmá účast Mauritánie na letních olympijských hrách.